# Каратал (Давлекановский район)
Каратал (баш. Ҡаратал) — деревня в Давлекановском районе Республики Башкортостан Российской Федерации. Входит в состав Имай-Кармалинского сельсовета. 

## География

### Географическое положение
Расстояние до:
- районного центра (Давлеканово): 39 км,
- центра сельсовета (Имай-Кармалы): 4 км,
- ближайшей ж/д станции (Давлеканово): 39 км.

## Население
| 2002 | 2009 | 2010 |
| ---- | ---- | ---- |
| 106  | ↘93  | ↘87  |

Согласно переписи 2002 года, преобладающие национальности — татары (59 %), башкиры (33 %).